# پائولا میراندا
پائولا میراندا (به انگلیسی: Paula Miranda) (زاده ۲۷ ژوئیهٔ ۱۹۷۹) بازیگر و مدل آمریکایی است. از فیلم‌های معروف او می‌توان به بازی در کاملاً غریبه اشاره کرد.